# Limnonectes doriae
Espèce
Synonymes
- Rana doriae Boulenger, 1887

Statut de conservation UICN

 LC  : Préoccupation mineure
Limnonectes doriae est une espèce d'amphibiens de la famille des Dicroglossidae.

## Description

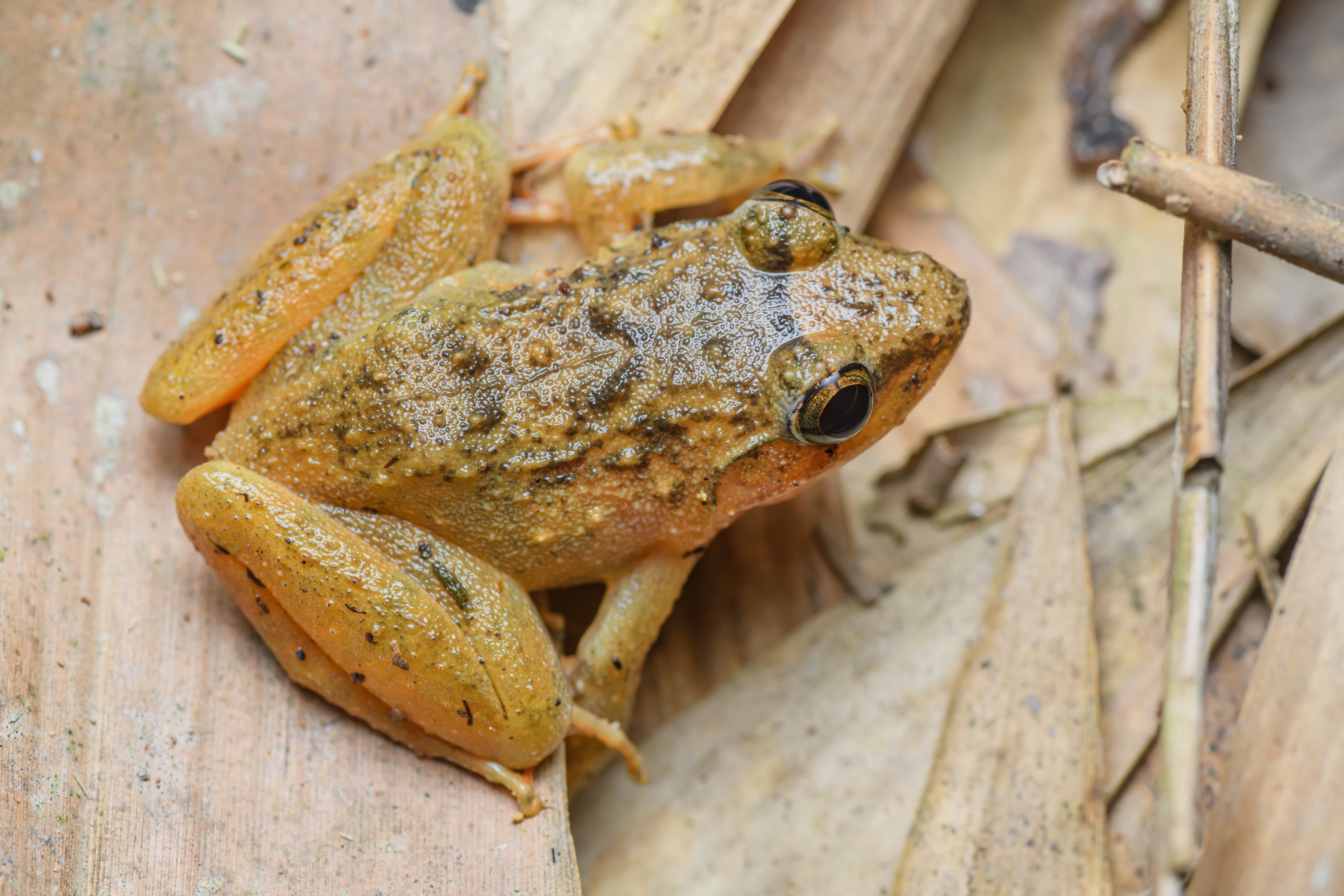
Limnonectes doriae, Parc national de Kui Buri, Thaïlande

## Répartition
Cette espèce se rencontre dans le sud-est de la Birmanie, dans le sud-ouest de la Thaïlande, aux îles Andaman en Inde et en Malaisie péninsulaire du niveau de la mer à 1 100 m d'altitude.

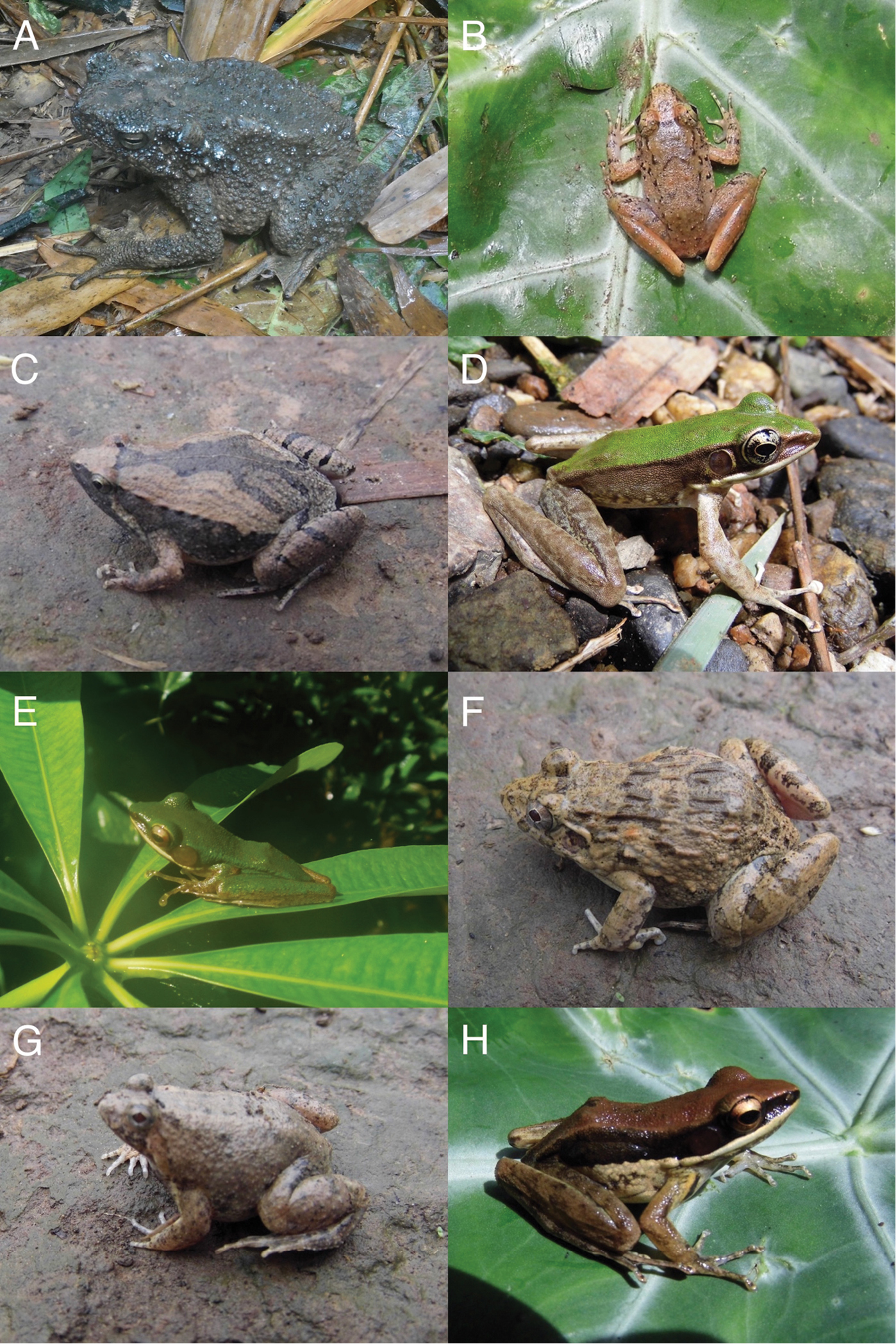
Photographies d'amphibiens lors d'un voyage d'étude, région de Tenasserim, Birmanie : A Phrynoidis aspera ; B Limnonectes doriae ; C Microhyla fissipes ; D Odorrana hosii ; E Chalcorana eschatia ; F Fejervarya sp. ; G Occidozyga martensii ; H Sylvirana malayana

## Étymologie
Cette espèce est nommée en l'honneur de Giacomo Doria.

## Publication originale
- Boulenger, 1887 : An account of the batrachians obtained in Burma by M.L. Fea of the Genoa Civic Museum. Annali del Museo Civico di Storia Naturale di Genova, sér. 2, vol. 5, p. 418-424 (texte intégral).